# Гамезардашвили, Давид
Дави́д Гамезардашви́ли (груз. დავით გამეზარდაშვილი; 7 мая 1982, Кутаиси, Грузинская ССР, СССР) — грузинский футболист, защитник.
Воспитанник «Торпедо» (Кутаиси), за который дебютировал в 18-м возрасте и в первой же игре отметился голом с паса Малхаз Асатиани. В дальнейшем выступал за клубы высших дивизионов Латвии («Сконто»), Молдавии («Дачия») и Грузии («Зестафони» и снова кутаисский «Торпедо»).
Гамезардашвили провёл два матча за «Сконто» в Лиге Европы 2009/10 и четыре матча за «Дачию» в Лиге Европы 2010/11 и в Лиге чемпионов 2011/12, где встретился со своим прежним клубом «Зестафони».
В 2012 году расторг по обоюдному согласию контракт с «Торпедо» (Кутаиси) и перешёл в футбольный клуб «Баиа» из городаЗугдиди, подписав долгосрочный контракт.